# الخارجية (قرية بحرينية)
الخارجية هي أكبر قرية في جزيرة سترة شرق مملكة البحرين. تقع بالقرب من الساحل الشرقي من الجزيرة.